# Cantó de Frangy
El cantó de Frangy és un cantó francès del departament de l'Alta Savoia, situat al districte de Saint-Julien-en-Genevois. Té 12 municipis i el cap és Frangy.

## Municipis
- Chaumont
- Chavannaz
- Chessenaz
- Chilly
- Clarafond-Arcine
- Contamine-Sarzin
- Éloise
- Frangy
- Marlioz
- Minzier
- Musièges
- Vanzy

| Data d'elecció                           | Identitat       | Partit              | Qualitat |
| ---------------------------------------- | --------------- | ------------------- | -------- |
| 1945-19..                                | M. Chaumontet   | MRP, després CD     |          |
| 19..-1979                                | M. Girard       | CD, després UDF-CDS |          |
| 1979-2004                                | Roger Vionnet   | Divers droite       |          |
| 2004-                                    | Vincent Rabatel | Divers droite       |          |
| les dades anteriors no són pas conegudes |                 |                     |          |